# Marie Matheron
Marie Matheron (* 2. Juni 1959 in Paris) ist eine französische Theater- und Filmschauspielerin.

## Leben
Marie Matheron wurde auf dem Conservatoire national supérieur d’art dramatique in Paris von 1983 bis 1986 ausgebildet. Danach wurde sie als Theater- und Filmschauspielerin tätig.
1990 wurde sie mit dem Nachwuchs-Filmpreis Prix Michel Simon für ihre Hauptrolle der „Natalia“ in Das Winterkind ausgezeichnet.

## Filmografie (Auswahl)
- 1985: La lettre à Dédé (Kurzfilm)
- 1987: Am großen Weg (Le Grand chemin)
- 1987: Engel aus Staub (Poussière d’ange)
- 1989: Das Winterkind (L’Enfant de l’hiver)
- 1990: Farendj
- 1992: La règle du je
- 1994: Das Floß der Medusa (Le Radeau de la Méduse)
- 1997: Western
- 2000: Sommer wie Winter (Presque rien)
- 2001: Frühlingsgefühle (On appelle ça… le printemps)
- 2004: Kein Feuer im Winter (Tout un hiver sans feu)
- 2009: Plein Sud – Auf dem Weg nach Süden (Plein Sud)
- 2009: Kommissar Bellamy (Bellamy)
- 2010: Belle épine
- 2015: Profiling Paris (Profilage, Fernsehserie, 1 Folge)
- 2017: Engrenages (Fernsehserie, 4 Folgen)
- 2022: Capitaine Sissako – Tod in den Alpen (Le meilleur d’entre nous) (Fernsehvierteiler)